# Světové hry

logo Světových her

Světové hry (anglicky World Games) jsou mezinárodní sportovní akcí, pořádanou Mezinárodní asociací Světových her (IWGA), která se koná jednou za čtyři roky a slouží neolympijským sportům a disciplínám jako náhrada za olympijské hry. Mnohdy se proto přezdívají Olympijské hry neolympijských sportů.

## Přehled
| Číslo  | Rok  | Datum konání            | Pořadatel              | Město       | Počet sportů | Medaile | Národů | Soutěžících |
| ------ | ---- | ----------------------- | ---------------------- | ----------- | ------------ | ------- | ------ | ----------- |
| SH 1.  | 1981 | 25. červenec – 2. srpen | Spojené státy americké | Santa Clara | 14 (+2)      | 104     | 58     | 1400        |
| SH 2.  | 1985 | 25. červenec – 4. srpen | Spojené království     | Londýn      | 20 (+4)      | 134     | 51     | 1410        |
| SH 3.  | 1989 | 10. – 20. červenec      | Západní Německo        | Karlsruhe   | 19 (+5)      | 103     | 50     | 1359        |
| SH 4.  | 1993 | 21. červenec – 1. srpen | Nizozemsko             | Haag        | 21 (+3)      | 160     | 67     | 2026        |
| SH 5.  | 1997 | 7. – 11. srpen          | Finsko                 | Lahti       | 23 (+6)      | 164     | 60     | 2016        |
| SH 6.  | 2001 | 16. – 26. srpen         | Japonsko               | Akita       | 27 (+5)      | 170     | 80     | 2380        |
| SH 7.  | 2005 | 14. – 24. červenec      | Německo                | Duisburg    | 31 (+6)      | 178     | 93     | 3149        |
| SH 8.  | 2009 | 16. – 26. červenec      | Tchaj-wan              | Kao-siung   | 31 (+5)      | 155     | 84     | 2908        |
| SH 9.  | 2013 | 25. červenec – 4. srpen | Kolumbie               | Cali        | 31 (+5)      | 194     | 91     | 3103        |
| SH 10. | 2017 | 20. – 30. červenec      | Polsko                 | Vratislav   | 27 (+4)      | 219     | 111    | 3430        |
| SH 11. | 2022 | 7. – 17. červenec       | Spojené státy americké | Birmingham  | 30 (+5)      | 223     | >100   | 3633        |
| SH 12. | 2025 | 7. – 17. srpen          | Čína                   | Čcheng-tu   | 35           |         |        |             |
| SH 13. | 2029 |                         | Německo                | Karlsruhe   |              |         |        |             |

Pozn: V závorce jsou uvedené ukázkové sporty (které nejsou oceňované medailemi).

## Historie

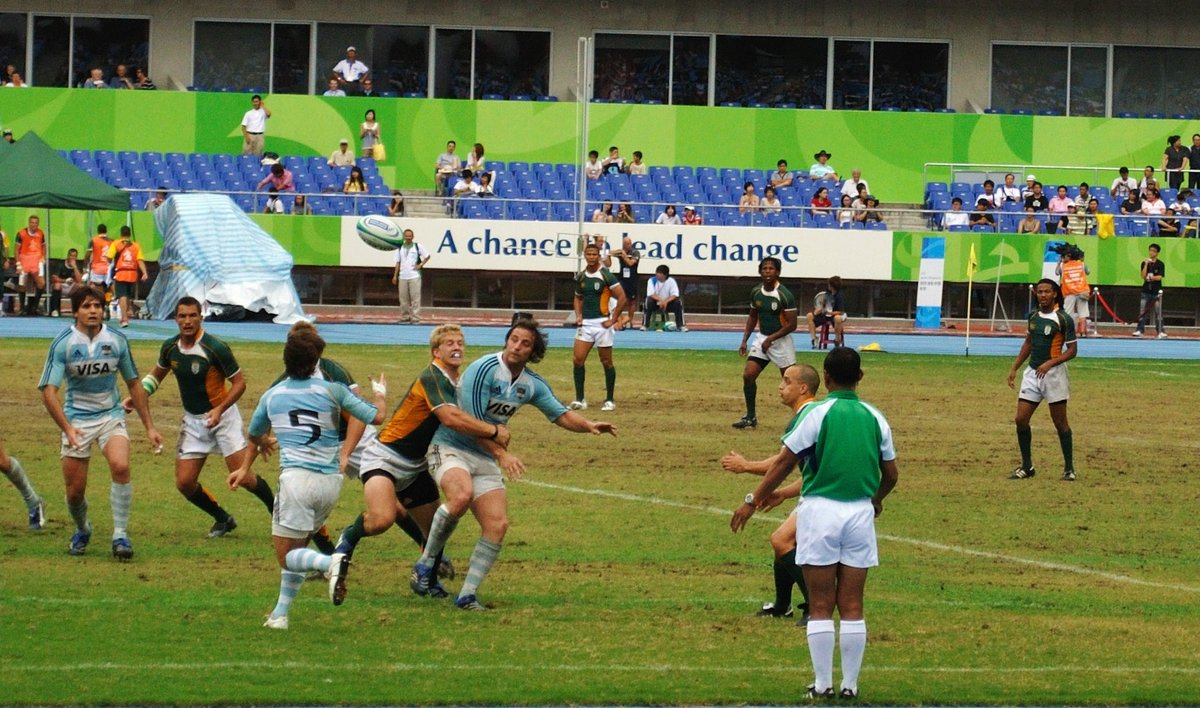
Zápas v Ragby 7 na VIII. světových hrách 2009 v Kao-siungu

Myšlenka Světových her se změnila ve skutečnost v roce 1980, kdy v Soulu vznikla Rada Světových her, která tehdy sdružovala dvanáct mezinárodních sportovních federací a později se přeměnila v nynější Mezinárodní asociaci Světových her (anglicky International World Games Association, IWGA). Jedním z hlavních iniciátorů byl korejský člen exekutivy Mezinárodního olympijského výboru Kim Un Jong, jinak předseda mezinárodní federace taekwonda.
O rok později byly uspořádány první Světové hry v kalifornské Santa Claře. Od té doby do roku 2017 včetně proběhly desatery Světové hry v šesti zemích čtyř kontinentů, Německo bylo jedinou zemí, která hostila hry dvakrát.
Světové hry jsou dlouhodobě podporované Mezinárodním olympijským výborem, jeho předsedové zahajovali Světové hry v letech 1989, 1997 a 2005.

## Organizace
Pořadatelem Světových her je Mezinárodní asociace Světových her (IWGA). Sídlí v Colorado Springs ve Spojených státech a jejími členy jsou mezinárodní sportovní federace, zastupující odvětví a disciplíny z programu Světových her. Podmínkou je i podpis Světového antidopingového kódu. V roce 2006 bylo členy IWGA 32 mezinárodních sportovních federací. Sama IWGA je členem Mezinárodní asociace sportovních federací SportAccord (dříve GAISF).
Od roku 1990 je předsedou Mezinárodní asociace Světových her člen Mezinárodního olympijského výboru a gymnastický činovník, Američan Ron Froehlich.
Výběr pořadatele Světových her se podobá výběru pořadatele olympijských her. Po zhodnocení kandidátů potvrzuje konečný výběr valné shromáždění IWGA, v němž má každá členská federace jeden hlas. Pořadatelské město nemá povinnost vybudovat nová nezbytná sportovní zařízení, ale může uspořádat hry na stávajících sportovištích, což na druhou stranu ovlivňuje program her.
Světové hry mají nyní podobný průběh jako hry olympijské. Začínají slavnostním zahajovacím ceremoniálem a končí slavnostním zakončením, trvají ale jen 11 dní ve srovnání s 16 dny olympijských her. Na Světových hrách v Duisburgu v roce 2005 poprvé nastupovali pohromadě sportovci jednotlivých zemí, do té doby byli rozděleni podle příslušnosti k jednotlivým sportovním federacím. Na rozdíl od zahájení olympijských her se na Světových hrách nezapaluje oheň, shodný je naopak například slib sportovců či vztyčení vlajky Světových her doprovázené olympijskou vlajkou.

## Sporty Světových her
Sporty (resp. jejich federace), které žádají o vstup do IWGA, musejí být buď sporty uznanými Mezinárodním olympijským výborem nebo musejí být členy Globální asociace mezinárodních sportovních federací. Součástí programu Světových her mohou být jen ty sporty nebo disciplíny, které nejsou v programu olympijském. Zastoupené jsou tak např. i federace gymnastiky, kanoistiky nebo lukostřelby, které tu představují své méně známé nebo jednotlivé disciplíny.
Některé sporty, které dříve byly v programu Světových her, se již staly součástí olympijského programu – například triatlon, plážový volejbal, badminton, taekwondo a další.
| Sport                                              | 1981    | 1985    | 1989    | 1993                                 | 1997                                 | 2001                                 | 2005                                 | 2009             | 2013             | 2017             | 2022             |
| -------------------------------------------------- | ------- | ------- | ------- | ------------------------------------ | ------------------------------------ | ------------------------------------ | ------------------------------------ | ---------------- | ---------------- | ---------------- | ---------------- |
| Aikido                                             | -       | ???     | ???     | ???                                  | ano                                  | ano                                  | ano                                  | -                | -                |                  |                  |
| Akrobatická gymnastika                             | -       | -       | -       | -                                    | ano                                  | ano                                  | ano                                  | ano              | ano              |                  |                  |
| Akrobatický rokenrol                               | -       | -       | -       | -                                    | -                                    | -                                    | ano                                  | ano              | -                |                  |                  |
| Americký fotbal                                    | -       | -       | -       | -                                    | -                                    | -                                    | ano                                  | -                | -                | ano              |                  |
| Badminton                                          | ano     | -       | -       | olympijský sport                     | olympijský sport                     | olympijský sport                     | olympijský sport                     | olympijský sport | olympijský sport | olympijský sport | olympijský sport |
| Baseball                                           | ano     | -       | -       | olympijský sport, vyřazen po OH 2008 | olympijský sport, vyřazen po OH 2008 | olympijský sport, vyřazen po OH 2008 | olympijský sport, vyřazen po OH 2008 | -                | -                |                  | olympijský sport |
| Boules                                             | -       | -       | -       | -                                    | -                                    | -                                    | ano                                  | ano              | ano              |                  |                  |
| Bowling                                            | -       | -       | -       | -                                    | -                                    | -                                    | ano                                  | ano              | ano              | ano              |                  |
| Dračí lodě                                         | -       | -       | -       | -                                    | -                                    | -                                    | ano                                  | ano              | -                |                  |                  |
| Duatlon                                            | -       | -       | -       | -                                    | -                                    | -                                    | -                                    | -                | ano              |                  |                  |
| Faustball                                          | -       | ano     | ano     | ano                                  | ano                                  | ano                                  | ano                                  | ano              | ano              | ano              |                  |
| Florbal                                            | -       | -       | -       | -                                    | -                                    | -                                    | -                                    | -                | -                | ano              |                  |
| Ultimate Frisbee                                   | -       | -       | -       | -                                    | -                                    | ano                                  | ano                                  | ano              | ano              | ano              |                  |
| Gateball                                           | ???     | ???     | ???     | ???                                  | ???                                  | ???                                  | -                                    | -                | -                |                  |                  |
| Gymnastický aerobik                                | -       | -       | -       | -                                    | ano                                  | ano                                  | ano                                  | ano              | ano              | ano              |                  |
| Halový pozemní hokej                               | -       | -       | -       | -                                    | -                                    | -                                    | ano                                  | -                | -                |                  |                  |
| Hokej na kolečkových bruslích                      | ano     | ano     | ano     | ano                                  | ano                                  | ano                                  | -                                    | -                | -                |                  |                  |
| Inline bruslení                                    | ano     | ano     | ano     | ano                                  | ano                                  | ano                                  | ano                                  | ano              | ano              | ano              |                  |
| Inline hokej                                       | -       | -       | -       | -                                    | -                                    | -                                    | ano                                  | ano              | ano              | ano              |                  |
| Ju-jitsu                                           | -       | -       | -       | -                                    | ano                                  | ano                                  | ano                                  | ano              | ano              | ano              |                  |
| Kanoepolo                                          | -       | -       | -       | -                                    | -                                    | -                                    | ano                                  | ano              | ano              | ano              |                  |
| Kanoistický maraton                                | -       | -       | -       | -                                    | -                                    | -                                    | -                                    | -                | ano              |                  |                  |
| Karate                                             | ano     | ano     | ano     | ano                                  | ano                                  | ano                                  | ano                                  | ano              | ano              | ano              | olympijský sport |
| Kickbox                                            |         |         |         |                                      |                                      |                                      |                                      |                  |                  | ano              |                  |
| Korfbal                                            | -       | ano     | ano     | ano                                  | ano                                  | ano                                  | ano                                  | ano              | ano              | ano              |                  |
| Krasobruslení na kolečkových bruslích              | ano     | ano     | ano     | ano                                  | ano                                  | ano                                  | ano                                  | ano              | ano              |                  |                  |
| Kulečník                                           | -       | -       | -       | -                                    | -                                    | ano                                  | ano                                  | ano              | ano              | ano              |                  |
| Kulturistika                                       | ano     | ano     | ano     | ano                                  | ano                                  | ano                                  | ano                                  | ano              | -                |                  |                  |
| Kuželky                                            | -       | ano     | ano     | ano                                  | ano                                  | ano                                  | ano                                  | -                | -                |                  |                  |
| Lakros                                             | ???     | ???     | ???     | ???                                  | ???                                  | ???                                  | -                                    | -                | -                | ano              |                  |
| Lukostřelba                                        | -       | -       | -       | -                                    | -                                    | -                                    | -                                    | -                | ano              | ano              |                  |
| Moderní gymnastika                                 | -       | -       | -       | -                                    | -                                    | -                                    | ano                                  | ano              | ano              | ano              |                  |
| Motocyklový sport                                  | -       | -       | -       | -                                    | -                                    | -                                    | ano                                  | -                | -                | ano              |                  |
| Muay Thai                                          |         |         |         |                                      |                                      |                                      |                                      |                  |                  | ano              |                  |
| Netball                                            | -       | ano     | ano     | ano                                  | -                                    | -                                    | -                                    | -                | -                |                  |                  |
| Orientační běh                                     | -       | -       | -       | -                                    | -                                    | ano                                  | ano                                  | ano              | ano              | ano              |                  |
| Parašutismus                                       | -       | -       | -       | -                                    | ano                                  | ano                                  | ano                                  | ano              | ano              | ano              |                  |
| Pelota baskická                                    | ???     | ???     | ???     | ???                                  | ano                                  | -                                    | -                                    | -                | -                |                  |                  |
| Pesäpallo                                          | -       | -       | -       | -                                    | ano?                                 | -                                    | -                                    | -                | -                |                  |                  |
| Petanque                                           | -       | ano     | ano     | ano                                  | ano                                  | ano                                  | ano                                  | ano              | ano              | ano              |                  |
| Plážová házená                                     | -       | -       | -       | -                                    | -                                    | -                                    | ano                                  | ano              | ano              |                  |                  |
| Ploutvové plavání                                  | ano     | ano     | ano     | ano                                  | ano                                  | ano                                  | ano                                  | ano              | ano              | ano              |                  |
| Přetahování lanem                                  | ano     | ano     | ano     | ano                                  | ano                                  | ano                                  | ano                                  | ano              | ano              | ano              |                  |
| Raketbal                                           | ano     | ano     | -       | ano                                  | -                                    | -                                    | -                                    | ano              | ano              |                  |                  |
| Ragby 7                                            | -       | -       | -       | -                                    | -                                    | ano                                  | ano                                  | ano              | ano              | olympijský sport | olympijský sport |
| Rybolovná technika                                 | ano     | ano     | ano     | ano                                  | ano                                  | ano                                  | ano                                  | -                | -                |                  |                  |
| Sálová cyklistika- Kolová a Cyklistická krasojízda | -       | -       | ano     | -                                    | -                                    | -                                    | -                                    | -                | -                |                  |                  |
| Sambo                                              | -       | ano     | -       | ano                                  | -                                    | -                                    | -                                    | -                | -                |                  |                  |
| Silový trojboj                                     | -       | -       | -       | -                                    | -                                    | ano                                  | ano                                  | ano              | ano              | ano              |                  |
| Skoky na trampolíně                                | ano     | ano     | ano     | ano                                  | ano                                  | ano                                  | ano                                  | ano              | ano              | ano              |                  |
| Softball                                           | ano     | ano     | -       | olympijský sport, vyřazen po OH 2008 | olympijský sport, vyřazen po OH 2008 | olympijský sport, vyřazen po OH 2008 | olympijský sport, vyřazen po OH 2008 | ano              | ano              |                  |                  |
| Sportovní lezení                                   | -       | -       | -       | -                                    | -                                    | -                                    | ano                                  | ano              | ano              | ano              | olympijský sport |
| Squash                                             | -       | -       | -       | -                                    | ano                                  | -                                    | ano                                  | ano              | ano              | ano              |                  |
| Sumó                                               | -       | -       | -       | -                                    | -                                    | ano                                  | ano                                  | ano              | ano              | ano              |                  |
| Surfing                                            | ???     | ???     | ???     | ???                                  | ???                                  | ???                                  | -                                    | -                | -                |                  | olympijský sport |
| Taekwondo                                          | ano     | -       | ano     | ano                                  | olympijský sport                     | olympijský sport                     | olympijský sport                     | olympijský sport | olympijský sport | olympijský sport | olympijský sport |
| Taneční sport                                      | -       | -       | -       | -                                    | ano                                  | ano                                  | ano                                  | ano              | ano              | ano              |                  |
| Terénní lukostřelba                                | -       | ano     | ano     | ano                                  | ano                                  | ano                                  | ano                                  | ano              | ano              | ano              |                  |
| Tchoukball                                         | -       | -       | -       | -                                    | -                                    | -                                    | -                                    | ano              | -                |                  |                  |
| Triatlon                                           | -       | -       | -       | ano                                  | -                                    | olympijský sport                     | olympijský sport                     | olympijský sport | olympijský sport | olympijský sport | olympijský sport |
| Vodní lyžování                                     | ano     | ano     | ano     | ano                                  | ano                                  | ano                                  | ano                                  | ano              | ano              | ano              |                  |
| Vojenský pětiboj                                   | ???     | ???     | ???     | ???                                  | ???                                  | ???                                  | -                                    | -                | -                |                  |                  |
| Vzpírání žen                                       | -       | -       | -       | -                                    | ano                                  | -                                    | olympijský sport                     | olympijský sport | olympijský sport | olympijský sport | olympijský sport |
| Wu-šu                                              | -       | -       | -       | -                                    | -                                    | -                                    | -                                    | ano              | ano              | ano              |                  |
| Záchranářský sport                                 | -       | ano     | ano     | ano                                  | ano                                  | ano                                  | ano                                  | ano              | ano              | ano              |                  |
| Celkem                                             | 14 (+2) | 20 (+4) | 19 (+5) | 21 (+3)                              | 23 (+6)                              | 27 (+5)                              | 31 (+6)                              | 31 (+5)          | 31 (+5)          | 27 (+4)          | 30 (+5)          |

## Češi na Světových hrách
Následující tabulka ukazuje medailové úspěchy českých sportovců (zejména v rybolovné technice) na Světových hrách podle dostupných pramenů. Zahrnuje i medaile z ukázkových sportů (např. zlato Sandry Maškové v kickboxu na Světových hrách 2017)
| Češi na Světových hrách | Češi na Světových hrách | Češi na Světových hrách | Češi na Světových hrách | Češi na Světových hrách |
| ----------------------- | ----------------------- | ----------------------- | ----------------------- | ----------------------- |
| Hry                     | Zlato                   | Stříbro                 | Bronz                   | Celkem                  |
| 1981                    | 0                       | 0                       | 0                       | 0                       |
| 1985                    | 0                       | 0                       | 0                       | 0                       |
| 1989                    | 0                       | 3                       | 0                       | 3                       |
| 1993                    | 3                       | 3                       | 3                       | 9                       |
| 1997                    | 4                       | 4                       | 4                       | 13                      |
| 2001                    | 0                       | 1                       | 3                       | 4                       |
| 2005                    | 2                       | 3                       | 6                       | 11                      |
| 2009                    | 0                       | 0                       | 1                       | 1                       |
| 2013                    | 0                       | 2                       | 1                       | 3                       |
| 2017                    | 3                       | 1                       | 4                       | 8                       |
| 2022                    | 0                       | 3                       | 3                       | 6                       |
| Celkem                  | 13                      | 20                      | 17                      | 50                      |